# Callidium angustipennis
Callidium angustipennis là một loài bọ cánh cứng trong họ Cerambycidae.